# وادل اند رید
وادل اند رید (انگلیسی: Waddell & Reed) شرکت خدمات مالی آمریکایی است، که در سال ۱۹۳۷ تأسیس شد.